# José Alexis Valido Moreno
José Alexis Valido Moreno est un joueur espagnol de volley-ball né le 9 mars 1976 à Las Palmas de Gran Canaria (province de Las Palmas). Il mesure 1,88 m et joue libero. Il totalise plus de 300 sélections en équipe d'Espagne.

## Clubs
| Club                       | De        | À         |
| -------------------------- | --------- | --------- |
| Club Voleibol Calvo Sotelo | 1993-1994 | 1993-1994 |
| CV Cisneros                | 1994-1995 | 1994-1995 |
| Club Voleibol Calvo Sotelo | 1995-1996 | 1997-1998 |
| Esmena Gijón               | 1998-1999 | 1998-1999 |
| VfB Friedrichshafen        | 2000-2001 | 2005-2006 |
| Tours Volley-Ball          | sep 2006  | déc 2006  |
| Club Voleibol Calvo Sotelo | jan 2007  | mai 2007  |
| Unicaja Almería            | 2007-2008 | 2009-2010 |
| CV 7 islas                 | 2012-2013 | ...       |

## Palmarès
- Championnat d'Espagne (1)
  - Vainqueur : 1994
  - Finaliste : 1998, 2008, 2009, 2010
- Championnat d'Allemagne (4)
  - Vainqueur : 2001, 2002, 2005, 2006
  - Finaliste : 2004
- Coupe d'Allemagne (6)
  - Vainqueur : 2001, 2002, 2003, 2004, 2005, 2006
- Coupe du Roi (4)
  - Vainqueur : 1996, 1997, 2009, 2010
  - Finaliste : 1994, 2008
- Supercoupe du Roi (1)
  - Vainqueur : 2010